# Yōji Akao
Yōji Akao (jap. 赤尾 洋二, Akao Yōji; * 6. Oktober 1928 in Jakarta, Indonesien; † 24. Oktober 2016) war ein japanischer Wirtschaftstheoretiker.

## Leben
Er war Spezialist für strategische Planungen, gilt als der Entwickler des Hoshin Management und, in Zusammenarbeit mit Shigeru Mizuno, des Quality Function Deployment. Akao ist der Gründer des Quality Function Deployment Instituts, einer Non-Profit-Organisation zur Verbesserung des QFD.
Yōji forschte zuletzt seit 1995 an der Asahi-Universität. Seine akademische Laufbahn begann an der Tōkyō Kōgyō Daigaku (Tokyo Institute of Technology), an der er auch 1948 seinen Studienabschluss erworben hatte. Ab 1962 lehrte er an der Universität Yamanashi, ab 1981 an der Tamagawa-Universität.
Am 24. Oktober 2016 verstarb Yoji Akao im Alter von 88 Jahren.

## Auszeichnungen
Nach Akao ist ein Preis benannt, der seit 1996 alljährlich verliehen wird.